# Martin Nový
Martin Nový (* 23. června 1993 Praha) je český fotbalový obránce. Od července 2018 působí v Příbrami.

## Kariéra
Nový je odchovancem akademie Sparty. V červenci 2014 byl poslán na dvouroční hostování do druholigové Vlašimi. Za dva roky nastoupil téměř do 50 zápasů a vstřelil 7 gólů. V červenci 2016 šel na půlroční hostování do prvoligového Jablonce. Debut v 1. lize odehrál 30. července 2016 v utkání 1. kola proti Karviné, hrál v základní sestavě. V dubnu 2017 odehrál své jediné utkání za Spartu, nastoupil do nastavení utkání 23. kola proti Brnu. Sezonu 2017/18 odehrál na hostování v Jihlavě a před sezonou 2018/19 přestoupil do Příbrami.